# Horisme macularia
Horisme macularia là một loài bướm đêm trong họ Geometridae.